# Саркіс Адамян
Саркіс Адамян (вірм. Սարգիս Ադամյան; нар. 23 травня 1998, Єреван, Вірменія) — вірменський футболіст, нападник німецького клубу «Кельн» та національної збірної Вірменії.

## Життєпис

### Дитинство
Саргіс Адамян народився 1993 року в Єревані, батько — виробник взуття. У 1998 році батько відмовився від взуттєвої фабрики та емігрував із родиною до Німеччини, де вони вперше оселилися в Юкермюнде. Саркісу на той час було 5 років.

### Юні роки в Макленбург-Передній Померанії
Після шести років, проведених в Юкермюнде, де Саргіс також займався настільним тенісом й ставав переможцем юнацького чемпіонату Мекленбург-Передня Померанія, після чого почав займатися футболом. Він приєднався до «Нойбранденбург 04», де спочатку грав у дивізіоні D-Jugend, а згодом — у C-Jugend. Після потрапляння до B-Jugend у 2008 році Адамян нарешті отримав шанс зіграти за «Нойбранденбург» у юнацькій Регіоналлізі Б, де ним зацікавилися скаути «Ганзи». Зрештою, влітку 2009 року Саркіс опинився в «Ганзі».
У Ростоці Адамян вперше зіграв під керівництвом тренера Ролан Кроса у сезоні 2009/10 років у складі юніорської Бундесліги B відзначився 10-ма голами у 22-х матчах, завдяки чому допоміг посісти 4-е місце у підсумковій турнірній таблиці зони Північ/Північний Схід. Згодом Саркіс перейшов у юніорській команду А Ростоку, який декількома тижнями раніше став чемпіоном Німеччини серед молоді. У сезоні 2010/11 років команда в юніорській Бундеслізі, яку тепер своєю чергою тренував Роланд Крос, повторити торішній успіх, й зайняла п'яте місце у новому сезоні. Проте для вірменського нападника цей сезон найуспішнішим в його кар'єрі, оскільки Адамян зіграв у всіх 26 матчах сезону, в яких відзначився 16-а забитими м'ячами став найкращим нападником свого клубу. Окрім цього, команда дійшла до фіналу юніорського кубка Німеччини 2010/11 років, який програв фінал юніорського кубка Німеччини «Фрайбургу» лише в серії післяматчевих пенальті.
Сезон 2011/12 юніорської Бундесліги став останнім для Адамяна на молодіжному рівні, в якому він отримав фінансову підтримку ростокської інженерної команди «hkc GmbH». Відзначився 11-ма голами у 25 матчах, а Росток знову посів 5-е місце, і таким чином після Ханнеса Векера був другим найкращим бомбардиром своєї команди. Однак, як Саркіс, так і Векер наступного сезону не потрапили до складу першої команди ФК «Ганзи», але спочатку були відправлені до складу резервної команди.

### Початок дорослої кар'єри в «Ганзі»
За другу команду ростокського клубу вступав під керівництвом Акселем Рітентьєта в Оберлізі Нордост, ця команда раніше вигравала чемпіонат, але змушена була відмовитися від виходу до Регіоналліги Нордост, через виступи в цьому ж турнірі першої команди клубу. На початку сезону 2012/13 років команда, однак, вже не боролася за найвищі місця, а боролася за те, щоб не вилетіти в шостий дивізіон. У 14-и матчах до початку зимової перерви, в яких відзначився трьома голами, Адамян, непогано проявив себе й був переведений до складу ростокського клубу у третьому дивізіоні: тренер Марк Фашер дозволив Адамяну дограти сезон у резервній команді, після чого перевів до професіонального складу. Дебютував за першу команди «Ганзи» вже в другій частині сезону, 26 січня 2012 року в поєдинку третьої ліги чемпіонату Німеччини проти «Пройсен Мюнстер». Потім зіграв ще 7 матчів у сезоні 2012/13 років. Проте після зміни тренерського штабу першої команди знову був переведений до резервного складу, за який у першій частині сезону 2013/14 років зіграв 7 матчів та відзначився 1 голом.

### Перехід у «Нойштреліц»
Взимку 2014 року Адамян перебрався до представника Регіоналліги Мекленбург ТСГ «Нойштреліц», який на той час був лідером Північно-Східного регіону. Пазом з командою став переможцем Регіоналліги, проте не зміг допомогти своєму клубу виграти плей-оф за право виходу третій дивізіон чемпіонату Німеччини.

### Перехід у «Штайнбах»
У січні 2016 року він перейшов до «Штайнбаху» з Регіоналліги Південний Захід. У сезоні 2016/16 років вірменський нападник відзначився 16-ма голами та 3-а результативними передачами в 33-х матчах.

### Прорив у Регенсбурзі
5 червня 2017 року підписав 2-річний контракт з «Яном» (Регенсбург), який представляв другий дивізіон чемпіонату Німеччини. У новій команді Саркіс дебютував 29 липня 2017 року в програному (1:2) поєдинку 1-о туру другої Бундесліги проти «Армінії» (Білефельд). 4 листопада 2017 року в переможному (3:2) поєдинку чемпіонату проти «Гройтер Фюрт» відзначився дебютними голами у другій Бундеслізі. У футболці клубу з Регенсбургу відзначився 20-ма голами у 66-и матчах.

### Перша команда в Бундеслізі
14 травня 2019 року підписав 3-річний контракт з представником німецької Бундесліги «Гоффенгайм 1899». Дебютний гол в еліті німецького футболу відзначився 5 жовтня 2019 року в переможному (2:1) виїзному поєдинку проти мюнхенської «Баварії».

## Кар'єра в збірній
Вже в березні 2013 року Адамян отримав виклик на товариський матч молодіжної збірної Вірменії, але до розташування збірної «Ганза» не відпустила. Через три місяці, 6 червня 2013 року, Саркіс знову отримав виклик до вірменської молодіжної збірної, цього разу на матч кваліфікації Чемпіонату Європи 2015 року проти Ісландії й дебютував за збірну, проте не зміг їй допомогти уникнути поразки (1:2). А вже наступного дня приєднався до головної збірної країни, яка провела два поєдинки кваліфікації чемпіонату світу 2014 (7 та 11 червня 2013 року). Проте в обох поєдинках Саркіс на поле не виходив. Проте у футболці національної команди Адамян дебютував, через три місяці в програному (0:1) поєдинку проти Данії.

## Статистика виступів

### Клубна
Станом на 10 листопада 2019
| Клуб              | Сезон             | Ліга                         | Ліга  | Ліга | Кубок Німеччини | Кубок Німеччини | Інші  | Інші | Загалом | Загалом |
| Клуб              | Сезон             | Дивізіон                     | Матчі | Голи | Матчі           | Голи            | Матчі | Голи | Матчі   | Голи    |
| ----------------- | ----------------- | ---------------------------- | ----- | ---- | --------------- | --------------- | ----- | ---- | ------- | ------- |
| «Ганза» (Росток)  | 2012–13           | 3 Ліга                       | 8     | 0    | 0               | 0               | —     | —    | 8       | 0       |
| «Нойштреліц»      | 2013–14           | Регіоналліга Північний Схід  | 9     | 1    | 0               | 0               | 2     | 0    | 11      | 1       |
| «Нойштреліц»      | 2014–15           | Регіоналліга Північний Схід  | 25    | 5    | —               | —               | —     | —    | 25      | 5       |
| «Нойштреліц»      | 2015–16           | Регіоналліга Північний Схід  | 19    | 7    | —               | —               | —     | —    | 19      | 7       |
| «Нойштреліц»      | Загалом           | Загалом                      | 53    | 13   | 0               | 0               | 2     | 0    | 55      | 13      |
| «Штайнбах»        | 2015–16           | Регіоналліга Південний Захід | 14    | 2    | —               | —               | —     | —    | 14      | 2       |
| «Штайнбах»        | 2016–17           | Регіоналліга Південний Захід | 33    | 16   | —               | —               | —     | —    | 33      | 16      |
| «Штайнбах»        | Загалом           | Загалом                      | 47    | 18   | 0               | 0               | 0     | 0    | 47      | 18      |
| «Ян» (Регенсбург) | 2017–18           | Друга Бундесліга             | 33    | 5    | 2               | 0               | —     | —    | 35      | 5       |
| «Ян» (Регенсбург) | 2018–19           | Друга Бундесліга             | 33    | 15   | 1               | 0               | —     | —    | 34      | 15      |
| «Ян» (Регенсбург) | Загалом           | Загалом                      | 66    | 20   | 3               | 0               | —     | —    | 69      | 20      |
| Гоффенгайм 1899   | 2019–20           | Бундесліга                   | 7     | 3    | 1               | 1               | —     | —    | 8       | 4       |
| Усього за кар'єру | Усього за кар'єру | Усього за кар'єру            | 181   | 54   | 4               | 1               | 2     | 0    | 187     | 55      |

1. ↑  Матчі в плей-оф Регіоналліги за право підвищитися в класі

### У збірній
Станом на 8 вересня 2019
| Національна збірна | Рік   | Матчі | Голи |
| ------------------ | ----- | ----- | ---- |
| Вірменія           | 2013  | 1     | 0    |
| Вірменія           | 2014  | 1     | 0    |
| Вірменія           | 2015  | 0     | 0    |
| Вірменія           | 2016  | 0     | 0    |
| Вірменія           | 2017  | 4     | 0    |
| Вірменія           | 2018  | 7     | 1    |
| Вірменія           | 2019  | 3     | 0    |
| Total              | Total | 16    | 1    |

#### Голи у збірній
Рахунок та результат збірної Вірменії у таблиці подано на першому місці.
| №  | Дата              | Місце                        | Суперник    | Рахунок | Результат | Змагання                           |
| -- | ----------------- | ---------------------------- | ----------- | ------- | --------- | ---------------------------------- |
| 1. | 19 листопада 2018 | Райнпарк, Вадуц, Ліхтенштейн | Ліхтенштейн | 1–0     | 2–2       | Ліга націй УЄФА 2018—2019 (Ліга D) |

## Титули і досягнення
- Чемпіон Бельгії (1):

«Брюгге»: 2021-22